# 坂田荣男

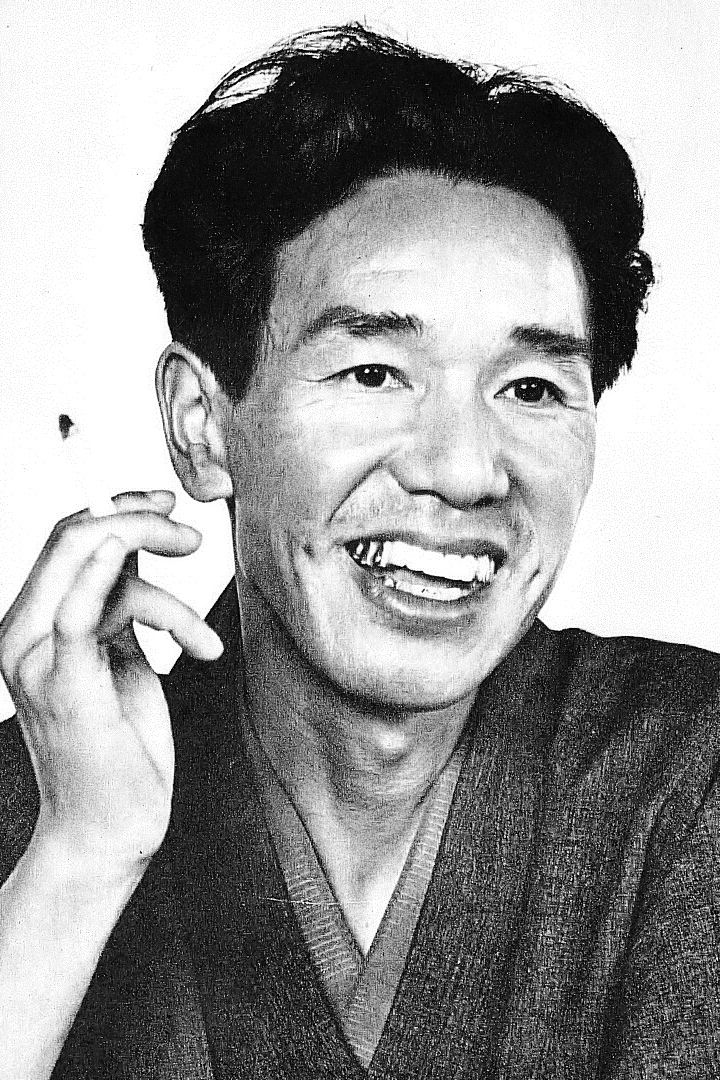

坂田荣男（1920年2月15日—2010年10月22日），日本著名围棋棋手，第二十三世名誉本因坊，号荣寿。生涯1787局，錄得1117胜654败16和，胜率63.0%，获64个冠军。棋風犀利，擅长激战和治孤，因而有「剃刀」、「治孤坂田」、「大坂田」等綽號，是和吴清源并称的昭和最強棋士之一。

## 個人經歷
- 1920年2月15日，出生于东京都大森区大森六丁目二，七八三（现为大田区大森东二丁目）。父坂田荣七，有兄一人，姐一人。
- 1928年，师从女棋手增渊辰子三段门下时，增渊授七子，坂田负。不久入日本棋院的少年研究会，院生。
- 1935年，入段。春季大手合6胜2败，列三等；秋季大手合6月2败，列六等，升二段。
- 1936年，春季大手合5胜3败，列十四等；秋季大手合6月2败，列五等。
- 1937年，春季大手合4胜3败1和，列六等；7月，升三段，秋季大手合7胜1败，列优胜一等。
- 1938年，春季大手合7胜1败，列优胜一等；7月，升四段，后期大手合成绩为7胜1败，列二等。
- 1943年，《棋道》新锐三棋士争霸战，高川、藤泽（库）、坂田循环赛中，3胜1败获优胜。
- 1944年，应征入伍，服役于东京、麻布东部十二部队，一个半月后退伍。
- 1946年，前期大手合5胜1败，列二等；后期大手合3胜2败，列五等。升七段。后援会“坂田会”创建。
- 1947年，脱离日本棋院，与前田陈尔七段、梶原武雄五段、山部俊郎四段、桑原宗二三段等组织创建“围棋新社”。
- 1948年，读卖三番棋（先相先）对吴清源八段，三连败。5月3日，与蓜岛久子成婚。
- 1949年，复归日本棋院。7月，长女爱子出生。
- 1950年，开办“坂田围棋教室”；获第6期本因坊战，挑战权。
- 1951年，5月，第1期日本棋院最高段者锦标战优胜，获第一个头衔。
- 1952年，4月，“坂田后援会道场”创办。6月，升八段
- 1953年，对吴清源九段六番棋，分先4胜1败1和。
- 1954年，对吴清源九段十番棋，2胜6败。
- 1955年，升九段。
- 1958年，长子一之出生。
- 1961年，年度总战绩39胜14败1和（胜率73.1%）创最高胜率记录。
- 1962年，对吴清源特别三番棋，2胜1败。“荣寿会”开始活动。
- 1963年，头衔战首位“本因坊·名人”《坂田荣男谱集》全三卷（诚文堂新光社）发行。
- 1965年，《胜》（德间书店）发行。
- 1967年，“坂田围棋中心”开办。
- 1978年7月至1986年6月任日本棋院理事长。
- 2001年2月引退，现有名誉本因坊（二十三世本因坊荣寿）、名誉日本棋院选手权者及名譽NHK杯選手權者。
- 2010年10月22日，去世。

## 门下
- 新垣武九段
- 佐佐木正七段
- 河野光树六段
- 中山薰二段。

## 升段情况
1935年入段，同年二段，1937年三段，1938年四段，1940年五段，1943年六段，1948年七段，1952年八段，1955年九段。 

## 主要成绩
- 1951年：获第六期本因坊挑战权。
- 1961年：挑战高川本因坊成功就任第16期本因坊（号荣寿）以后达成七连霸（1998年（名誉本因坊）开始二十三世本因坊）。
- 1963年：第2期名人战优胜，战史上初次名人本因坊头衔集于一人（名人位2期）。第1回秀哉赏（名人・本因坊获得）。
- 1964年：30胜2败记录，名人本因坊．日本棋院选手权，职业十杰．王座．日本棋院第一位．NHK杯（除十段位）七冠王。十段位共获5期，日本棋院选手权共12期（名誉日本棋院选手权者）， 职业十杰战3期，王座7期，日本棋院第一位4期，NHK杯11期（名NHK杯选手权者），JAA杯2期，快棋选手权，获日本一系列头衔64项 。曾29连胜。

## 榮譽
- 1964年，第一回秀哉奖。
- 1965年，第二回秀哉奖。
- 1968年，第一回棋道奖最优秀棋士奖。
- 1973年，第十回秀哉奖。第六回棋道奖最优秀棋士奖。
- 1980年，授紫绶褒章受章。
- 1981年，授NHK放送文化奖受赏。
- 1988年，大倉喜七郎赏。
- 1990年，授勋二等瑞宝章，东京都文化赏，J．C赏。
- 1992年，评选为首届《文化功劳者》，1000胜达成，成為日本棋界第一位勝數達至千勝的棋手。

## 外部連結
- （日語）日本棋院的介紹（页面存档备份，存于）